# Thomas R. D. Bell

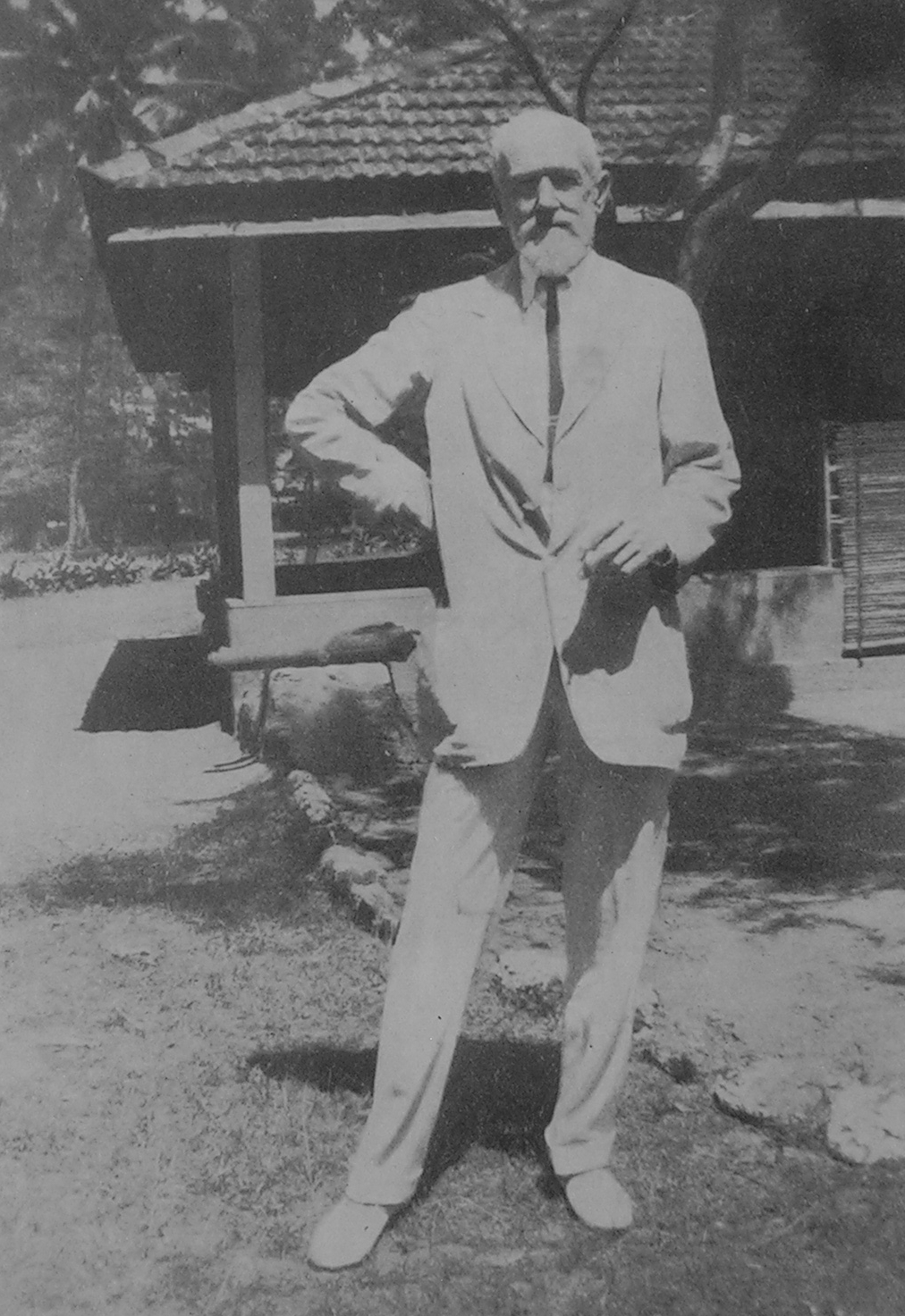
Thomas R. D. Bell (1933)

Thomas Reid Davys Bell (geboren am 2. Mai 1863 in Bandon; gestorben am 24. Juni 1948 in Karwar) war ein britisch-indischer Forstbeamter, Entomologe, Ornithologe und Botaniker.

## Jugend
Thomas Reid Davys Bell war das jüngste Kind einer zwölfköpfigen Familie. Bereits früh zog er mit seiner Mutter nach Dresden, wo er den größten Teil seiner Kindheit verbrachte. Im Alter von 17 oder 18 Jahren ging er nach London und besuchte die private Bildungseinrichtung Wren and Gurney, bei der einer seiner Brüder als Lehrer arbeitete. Wren and Gurney bereitete Kandidaten zielgerichtet auf die Zugangsprüfungen für die Aufnahme in die British Army oder für eine Anstellung in der Verwaltung des Vereinigten Königreichs oder Britisch-Indiens vor. Bell scheiterte an der Prüfung für die Aufnahme in den Indian Civil Service, bestand aber die Aufnahmeprüfungen für die Royal Military Academy Woolwich und die Royal Military Academy Sandhurst. Dennoch entschied er sich gegen eine Armeelaufbahn und bestand später die Zugangsprüfung für den britisch-indischen Imperial Forestry Service. Diese Behörde war dem 1864 gegründeten Imperial Forest Department unterstellt und wurde von dem deutschen Botaniker und Forstwissenschaftler Dietrich Brandis geleitet.

## Forstbeamter in Britisch-Indien
Die neuen Bediensteten des Imperial Forestry Service, so auch Bell, erhielten eine forstwissenschaftliche Ausbildung in Deutschland oder Frankreich. Bell besuchte die École nationale des eaux et forêts in Nancy, eine der weltweit ersten Einrichtungen dieser Art. 1884 beendete er seine Ausbildung und nahm im November in Britisch-Indien seine Tätigkeit als Forstbeamter auf, die er in der Karnatik ausübte. Dieser Dienstort zwischen der Koromandelküste und den Westghats war für Bells spätere Tätigkeit als Sammler und Naturforscher von großer Bedeutung.
Gegen Ende der 1890er Jahre wurde Bell in den Distrikt Khandesh versetzt. 1899 kehrte er für kurze Zeit in die Karnatik zurück, wurde aber bald unter energischem und fruchtlosem Protest nach Karatschi versetzt. Dort traf er wieder mit seinem Freund E. H. Aitken zusammen, der dort als Zollbeamter tätig war.
Anfang 1906 erfolgte Bells Versetzung nach Belagavi. Dort zog er sich eine Fußverletzung zu, die sich infizierte und letztendlich als Krebs diagnostiziert wurde. Bell reiste zur Behandlung nach London, wo die Diagnose nicht bestätigt werden konnte. Er hielt sich für eine Weile zur Genesung in London und Edinburgh auf und kehrte Ende 1908 gesund nach Indien zurück.
1911 wurde Bell zum Mitglied des Order of the Indian Empire erhoben, nahm aber erst zwei Jahre später nach mehreren Erinnerungen durch seine Vorgesetzten an der Verleihung teil. Zuletzt war Bell Leiter (Chief Conservator of Forests) der Forstbehörde der Bombay Presidency. Diese Bürotätigkeit in Pune war ihm zuwider, aber er nutzte seine Stellung für häufige Inspektionsreisen in abgelegene Landesteile.
1920 wurde Bell pensioniert und ließ sich in Karwar nieder.

## Naturgeschichte
Nach dem Eintritt in den Indian Forest Service begann sich Bell rasch für die Entomologie zu interessieren. Die Naturgeschichte hatte zu dieser Zeit in der britisch-indischen Gesellschaft einen hohen Stellenwert und Bell schloss Freundschaft mit Edward Hamilton Aitken und dem Entomologen und Ornithologen James Davidson. Durch diese Beziehungen wurde Bells Interesse für die Schmetterlinge sehr gefördert. 1896 veröffentlichten alle drei gemeinsam im Journal of the Bombay Natural History Society einen Aufsatz über die Schmetterlinge der Region, Bells erste wissenschaftliche Veröffentlichung. In den folgenden Jahren baute Bell eine umfangreiche Sammlung von Schmetterlingen und Käfern auf.
Als Davidson 1896 in den Ruhestand trat unternahmen beide gemeinsam eine Reise nach Kaschmir, wo Davidson Vogeleier sammeln wollte. Die Reise war nicht sehr erfolgreich, aber Bell hatte begonnen, sich auch für die Ornithologie und für Vogeleier zu interessieren. Damals hatte nicht nur die Ornithologie insgesamt einen hohen Stellenwert. Der Erforschung von Vogeleiern und Vogelnestern wurde eine derart große Bedeutung beigemessen, dass mit der Oologie und der Kaliologie ornithologische Teildisziplinen geschaffen wurden. Ganze Expeditionen waren nur dazu bestimmt, die bislang unbekannten Eier oder die Nester seltener Vogelarten zu entdecken.
Etwa zu dieser Zeit gab Bell seine umfangreiche Käfersammlung ab und begann sofort eine neue Sammlung, deren Schwerpunkt nun bei den Nachtfaltern und den Hautflüglern lag. 1930 sandte er seine gesamte entomologische Sammlung an das British Museum, zunächst aus Sicherheitsgründen und später als Stiftung. Sie war wahrscheinlich die größte jemals von einer einzelnen Person selbst zusammengetragene Sammlung und bestand aus 3.000 Tagfaltern, 12.000 Nachtfaltern, 1.900 Käfern, 1.720 Hautflüglern und 20 Libellen. Enthalten waren zahlreiche Serien von Schmetterlingen aus Britisch-Indien in allen Entwicklungsstadien, die Bell selbst aufgezogen hatte.
In der Zeitschrift der Bombay Natural History Society veröffentlichte Bell Anfang des 20. Jahrhunderts eine Reihe von Aufsätzen über Schmetterlinge. Durch die präzisen Darstellungen der Schmetterlinge und ihrer Entwicklungsstadien, einschließlich detaillierter Zeichnungen, waren selbst fachlich interessierte Leser überfordert. Nach 1930 unternahm er den Versuch, eine Artikelserie über Nachtfalter in einer der angesehenen Zeitschriften für Naturgeschichte unterzubringen. Sein Manuskript war so umfangreich, dass es von allen Zeitschriften zurückgewiesen wurde. Das empfand Bell als persönliche Niederlage und als einen schweren Schlag. Letztendlich wurden seine Erkenntnisse 1937 in dem von ihm mit Francis B. Scott verfassten 19. Band der Fauna of India veröffentlicht.
Bells größte Bedeutung für die Entomologie und die Ornithologie liegt nicht in seinen wenigen Veröffentlichungen, sondern in seiner Tätigkeit als Sammler und der Zuarbeit für andere Naturforscher. Er pflegte mit zahlreichen bedeutenden Naturforschern seiner Zeit einen regen Schriftverkehr und Austausch von Sammlungsexemplaren, darunter neben Davidson und Aitken Auguste Forel, Carlo Emery, Charles Rothschild, Walter Rothschild, 2. Baron Rothschild und Karl Jordan. Noch 1936 unternahm Bell eine Englandreise und verbrachte viel Zeit mit Willie Horace Thomas Tams beim Studium seiner Mottensammlung im British Museum.
Als Forstbeamter war Bell auch Botaniker, er beschäftigte sich während seiner Dienstzeit mit den Blütenpflanzen und Gräsern von Kanara. Im Alter widmete er sich vorwiegend den Orchideen, viele von ihnen wurden von seiner Schwester Eva gemalt.

## Privates
In den 1920er Jahren, wenige Jahre nach seiner Pensionierung, wagte Bell mit einem eigenen Unternehmen den Einstieg in den Holzhandel. Er schloss eine Partnerschaft mit einem Unternehmen im Fürstenstaat Savantvadi. Nach wenigen Monaten war sein Geschäftspartner geflohen, Bell selbst erlitt einen großen finanziellen Verlust.
Im Oktober 1904 war Bells Schwester Eva erstmals zu einem Besuch in Britisch-Indien eingetroffen, sie unternahmen eine gemeinsame Reise in die Karnatik. 1912 oder 1913 kamen beide Schwestern zu einem längeren Besuch und nach Bells Pensionierung 1920 lebte Eva für einige Zeit mit ihm in Indien. Anfang 1937 reiste Bell mit seinem Bruder nach Luzern, wo beide Schwestern lebten. Im späten Frühjahr kehrte er mit Eva nach Karwar zurück. Sie blieb zu ihrem Tod im Mai 1941 in Indien. Bells Gesundheitszustand verschlechterte sich anschließend stetig. Er konnte keine Autofahrten und nur noch kurze Spaziergänge unternehmen. 1946 zog seine Nichte nach Karwar und blieb dort bis Bell am 24. Juni 1948 verstarb.

## Dedikationsnamen (Auswahl)
- Leptogenys bellii Emery, 1901[6]
- Meranoplus bellii Forel, 1902[7]
- Stigmatomma bellii (Forel, 1900)[8]

## Veröffentlichung
- (mit Francis B. Scott) Moths. Vol. 5. Sphingidae. In der Reihe The Fauna of British India, Including Ceylon and Burma. Taylor and Francis, London 1937, Digitalisat.